# Hobro (plaats)
Hobro is een plaats en voormalige gemeente in Jutland, Denemarken. De oppervlakte bedroeg 165,67 km². De gemeente telde 15.318 inwoners waarvan 7643 mannen en 7675 vrouwen (cijfers 2005). De oude gemeente valt sinds de herindeling van 2007 onder de nieuw gevormde gemeente Mariagerfjord.
Hobro is gelegen aan het uiteinde van het Mariagerfjord.

## Geschiedenis
Even buiten Hobro lag de burcht Fyrkat waar de Vikingen hun schepen aanmeerden. Hobro zelf is in de Middeleeuwen ontstaan op het smalste punt van de Mariager Fjord (die vroeger nog enkele kilometers westelijker doorliep). Op deze plek bouwde men een houten brug (bro = brug) ten behoeve van de handelsweg naar het noorden.

## Bezienswaardigheden
Hobro heeft een levendige winkelstraat, de Adelgade. Deze straat is een restant van de oude handelsweg. Het stadje kent verder een plaatselijk oudhedenmuseum en een Gasmuseum, dat de historie van het koolgas belicht.
Op de plaats van Fyrkat is nu een informatiecentrum over de Vikingen gevestigd.

## Geboren in Hobro
- Michael Færk Christensen, baanwielrenner

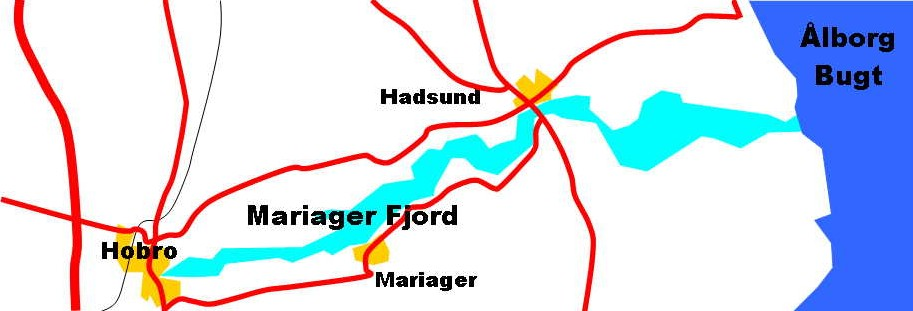
Locatie van Hobro in het Mariager Fjord

- Tom Kristensen, autocoureur
- Mikael Kyneb, wielrenner
- Emil Riis Jakobsen, voetballer
- Fie Udby Erichsen, roeister

- Library of Congress Control Number: n80063108
- Nationale Bibliotheek van Israël: 987007548041705171
- Virtual International Authority File: 133688199